# (2326) Tololo
(2326) Tololo – planetoida z pasa głównego asteroid okrążająca Słońce w ciągu 4 lat i 307 dni w średniej odległości 2,86 au. Została odkryta 29 sierpnia 1965 roku w Goethe Link Observatory (Indiana Asteroid Program) w Brooklynie w stanie Indiana. Nazwa planetoidy pochodzi od Międzyamerykańskiego Obserwatorium Cerro Tololo. Przed jej nadaniem planetoida nosiła oznaczenie tymczasowe (2326) 1965 QC.